# Elecciones municipales de Trujillo de 1995
Las elecciones municipales de Trujillo de 1995 se llevaron a cabo el 12 de noviembre de 1995 para elegir al alcalde y al Concejo Provincial de Trujillo para el periodo 1996-1998. La elección se celebró simultáneamente con elecciones municipales en todo el país.

## Sistema electoral
La Municipalidad Provincial de Trujillo es el órgano administrativo y de gobierno de la provincia de Trujillo. Está compuesta por el alcalde y el Concejo Provincial.
La votación del alcalde y el concejo se realiza en base al sufragio universal, que comprende a todos los ciudadanos nacionales mayores de dieciocho años, empadronados y residentes en la provincia de Trujillo y en pleno goce de sus derechos políticos, así como a los ciudadanos no nacionales residentes y empadronados en la provincia de Trujillo.
El Concejo Provincial de Trujillo está compuesto por 19 regidores elegidos por sufragio directo para un período de tres (3) años, en forma conjunta con la elección del alcalde (quien lo preside). La votación es por lista cerrada y bloqueada. Se asigna a la lista ganadora los escaños según el método d'Hondt o la mitad más uno, lo que más le favorezca. Es elegido como alcalde el candidato que ocupe el primer lugar de la lista que haya obtenido la más alta votación.

## Composición del Concejo Provincial de Trujillo
La siguiente tabla muestra la composición del Concejo Provincial de Trujillo antes de las elecciones.
| Partidos | Partidos                                          | Regidores |
| -------- | ------------------------------------------------- | --------- |
|          | Partido Aprista Peruano                           | 16        |
|          | Lista Independiente Movimiento Independiente 93   | 2         |
|          | Lista Independiente Movimiento Regional del Norte | 1         |

## Partidos y candidatos
A continuación se muestra una lista de los principales partidos y alianzas electorales que participaron en las elecciones:
| Candidatura | Candidatura | Partidos y alianzas                                 | Candidatos | Candidatos                 | Ideología                    | Resultado previo | Resultado previo | Ref. |
| Candidatura | Candidatura | Partidos y alianzas                                 | Candidatos | Candidatos                 | Ideología                    | Votos (%)        | Reg.             | Ref. |
| ----------- | ----------- | --------------------------------------------------- | ---------- | -------------------------- | ---------------------------- | ---------------- | ---------------- | ---- |
|             | IND         | Lista - Lista Independiente N° 5                    |            | Sin información disponible | Localismo trujillano         | Nuevo            | Nuevo            |      |
|             | IND         | Lista - Lista Independiente N° 9 Fuerza Vecinal     |            | Sin información disponible | Localismo trujillano         | Nuevo            | Nuevo            |      |
|             | IND         | Lista - Lista Independiente N° 11 Trabajo + Trabajo |            | José Murgia Zannier        | Aprismo Localismo trujillano | Nuevo            | Nuevo            |      |
|             | IND         | Lista - Lista Independiente N° 13                   |            | Sin información disponible | Localismo trujillano         | Nuevo            | Nuevo            |      |

Otros candidatos
| Partidos y alianzas | Partidos y alianzas      | Candidatos                 |
| ------------------- | ------------------------ | -------------------------- |
|                     | Lista Independiente N° 3 | Sin información disponible |
|                     | Lista Independiente N° 7 | Sin información disponible |

## Resultados

### Sumario general
|                        |                                             |              |              |              |           |           |
| Partidos y coaliciones | Partidos y coaliciones                      | Voto popular | Voto popular | Voto popular | Regidores | Regidores |
| Partidos y coaliciones | Partidos y coaliciones                      | Votos        | %            | ±pp          | Total     | +/−       |
|                        | Lista Independiente N° 11 Trabajo + Trabajo | 151,728      | 62.86        | n/a          | 14        | +14       |
|                        | Lista Independiente N° 9 Fuerza Vecinal     | 41,915       | 17.37        | n/a          | 3         | +3        |
|                        | Lista Independiente N° 13                   | 16,322       | 6.76         | n/a          | 1         | +1        |
|                        | Lista Independiente N° 5                    | 15,541       | 6.44         | n/a          | 1         | +1        |
|                        | Lista Independiente N° 3                    | 9,766        | 4.05         | n/a          | 0         | ±0        |
|                        | Lista Independiente N° 7                    | 6,084        | 2.52         | n/a          | 0         | ±0        |
|                        |                                             |              |              |              |           |           |
| Total                  | Total                                       | 241,356      |              |              | 19        | ±0        |
|                        |                                             |              |              |              |           |           |
| Votos válidos          | Votos válidos                               | 241,356      | 83.11        | +10.95       |           |           |
| Votos en blanco        | Votos en blanco                             | 19,730       | 6.79         | +1.98        |           |           |
| Votos nulos            | Votos nulos                                 | 29,320       | 10.10        | –12.93       |           |           |
| Votos emitidos         | Votos emitidos                              | 290,406      | 78.72        | +8.52        |           |           |
| Abstenciones           | Abstenciones                                | 78,498       | 21.28        | –8.52        |           |           |
| Votantes registrados   | Votantes registrados                        | 368,904      |              |              |           |           |
|                        |                                             |              |              |              |           |           |
| Fuente:                |                                             |              |              |              |           |           |

### Concejo Provincial de Trujillo
| Cargo                           | Autoridad electa           | Partido político | Partido político          |
| ------------------------------- | -------------------------- | ---------------- | ------------------------- |
| Alcalde Provincial de Trujillo  | José Murgia Zannier        |                  | Lista Independiente N° 11 |
| Regidor Provincial de Trujillo  | Javier Meléndez Baanante   |                  | Lista Independiente N° 11 |
| Regidor Provincial de Trujillo  | Luis Tincopa Montoya       |                  | Lista Independiente N° 11 |
| Regidor Provincial de Trujillo  | Esmidio Rojas Rodríguez    |                  | Lista Independiente N° 11 |
| Regidor Provincial de Trujillo  | Abel Alva Pérez            |                  | Lista Independiente N° 11 |
| Regidor Provincial de Trujillo  | Carlos Paredes Carranza    |                  | Lista Independiente N° 11 |
| Regidor Provincial de Trujillo  | Alejandro Marini Flores    |                  | Lista Independiente N° 11 |
| Regidora Provincial de Trujillo | Bertha Malabrigo de Vértiz |                  | Lista Independiente N° 11 |
| Regidor Provincial de Trujillo  | Huber Rodríguez Nomura     |                  | Lista Independiente N° 11 |
| Regidora Provincial de Trujillo | Nelly Amemiya Hoshi        |                  | Lista Independiente N° 11 |
| Regidor Provincial de Trujillo  | Alfredo Díaz Jave          |                  | Lista Independiente N° 11 |
| Regidor Provincial de Trujillo  | Luis López Carranza        |                  | Lista Independiente N° 11 |
| Regidor Provincial de Trujillo  | Alcides Arellano Alvarado  |                  | Lista Independiente N° 11 |
| Regidor Provincial de Trujillo  | Carlos Álvarez Chávez      |                  | Lista Independiente N° 11 |
| Regidor Provincial de Trujillo  | Augusto Ñamo Mercedes      |                  | Lista Independiente N° 11 |
| Regidor Provincial de Trujillo  | Carlos Ravelo Salazar      |                  | Lista Independiente N° 9  |
| Regidor Provincial de Trujillo  | Javier Rojas Rengifo       |                  | Lista Independiente N° 9  |
| Regidor Provincial de Trujillo  | Américo Alza Gonzales      |                  | Lista Independiente N° 9  |
| Regidor Provincial de Trujillo  | Segundo Carbajal Honores   |                  | Lista Independiente N° 13 |
| Regidor Provincial de Trujillo  | Mamerto Rodríguez Ramos    |                  | Lista Independiente N° 5  |

## Elecciones municipales distritales

### Sumario general
| Partidos y coaliciones | Partidos y coaliciones                      | Voto popular | Voto popular | Voto popular | Alcaldías | Alcaldías |
| Partidos y coaliciones | Partidos y coaliciones                      | Votos        | %            | ±pp          | Total     | +/−       |
| ---------------------- | ------------------------------------------- | ------------ | ------------ | ------------ | --------- | --------- |
|                        | Lista Independiente N° 11 Trabajo + Trabajo |              |              | n/a          | 4         | +4        |
|                        | Lista Independiente N° 9 Fuerza Vecinal     |              |              | n/a          | 0         | ±0        |
|                        | Lista Independiente N° 13                   |              |              | n/a          | 2         | +2        |
|                        | Lista Independiente N° 5                    |              |              | n/a          | 4         | +4        |
|                        | Lista Independiente N° 3                    |              |              | n/a          | 0         | ±0        |
|                        | Lista Independiente N° 7                    |              |              | n/a          | 0         | ±0        |
|                        | Listas independientes distritales           |              |              | n/a          | 0         | ±0        |
|                        |                                             |              |              |              |           |           |
| Total                  | Total                                       |              |              |              | 10        | –1        |
|                        |                                             |              |              |              |           |           |
| Votos válidos          |                                             |              |              |              |           |           |
| Votos en blanco        |                                             |              |              |              |           |           |
| Votos nulos            |                                             |              |              |              |           |           |
| Votos emitidos         |                                             |              |              |              |           |           |
| Abstenciones           |                                             |              |              |              |           |           |
| Votantes registrados   |                                             |              |              |              |           |           |
|                        |                                             |              |              |              |           |           |
| Fuente:                |                                             |              |              |              |           |           |

### Resultados por distrito
La siguiente tabla enumera el control de los distritos de la provincia de Trujillo. El cambio de mando de una organización política se resalta del color de ese partido.
| Distrito             | Alcalde(sa) titular          | Partido político | Partido político             | Alcalde(sa) electo(a)     | Partido político | Partido político          |
| -------------------- | ---------------------------- | ---------------- | ---------------------------- | ------------------------- | ---------------- | ------------------------- |
| El Porvenir          | Víctor Moya Obesso           |                  | Partido Aprista Peruano      | Noé Anticona Solórzano    |                  | Lista Independiente N° 5  |
| Florencia de Mora    | Valcárcel Saldaña Gonzales   |                  | Partido Aprista Peruano      | José Antícona Paredes     |                  | Lista Independiente N° 5  |
| Huanchaco            | Francisco García Calderón    |                  | Partido Aprista Peruano      | Francisco García Calderón |                  | Lista Independiente N° 11 |
| La Esperanza         | Segundo Raza Urbina          |                  | Partido Aprista Peruano      | Segundo Raza Urbina       |                  | Lista Independiente N° 11 |
| Laredo               | Néstor Villaverde de la Cruz |                  | Desarrollo y Renovación      | Segundo Pinillos Reyes    |                  | Lista Independiente N° 5  |
| Moche                | Edmundo Ochoa Calderón       |                  | Partido Aprista Peruano      | Fidel Vásquez Sánchez     |                  | Lista Independiente N° 11 |
| Poroto               | Guillermo Castro Fernández   |                  | Partido Aprista Peruano      | Edilberto Navarro Varas   |                  | Lista Independiente N° 5  |
| Salaverry            | Antonio Gordillo Vega        |                  | Renovación y Justicia Social | Roberto Reyes Príncipe    |                  | Lista Independiente N° 13 |
| Simbal               | Julio Gonzales Nieto         |                  | Partido Aprista Peruano      | Manuel Cedamanos Cruz     |                  | Lista Independiente N° 11 |
| Víctor Larco Herrera | Neptalí Ramirez Herrera      |                  | Partido Aprista Peruano      | Juan Córdova Zavala       |                  | Lista Independiente N° 13 |